# Ulrich Kons
Ulrich Kons, född den 3 februari 1955 i Greifswald i Tyskland, är en östtysk roddare.
Han tog OS-guld i åtta med styrman i samband med de olympiska roddtävlingarna 1980 i Moskva.